# توني ليتل
توني ليتل (بالإنجليزية: Tony Little)‏ (ولد في 16 سبتمبر 1956) هو شخصية تلفزيونية أمريكية ورجل أعمال، ومدرب شخصي معتمد ويحدد نفسه بأنه «مدرب شخصي لأميركا». يصفه فلوريدا تايمز-يونيون، من جاكسونفيل، بأنه معروف بحماسه الصاخب وذيل حصانه الطويل. كما يعرف ليتل عن استخدامه للمصطلح «يمكنك أن تفعل ذلك».

## وصلات خارجية
- الموقع الرسمي